# 长臂无斑鱵
长臂无斑鱵（学名：Hemiramphus lutkei），又名南洋鱵，为鱵科鱵属的鱼类。分布于印度—西太平洋的海域、东起非洲东部、西至菲律宾、北至日本南部琉球以及北起丹东、南至台湾基隆海南等海域等。该物种的模式产地在马尼拉。

## 亚种
- 南海下鱵（学名：Hyporhamphus affinis affinis），Gunther于1866年命名。分布于印度洋、西太平洋到澳大利亚以及南海等海域，多栖息于珊瑚礁和岛屿周围。该物种的模式产地在南海。[2]
- 龙氏下鱵（学名：Hyporhamphus affinis yuri），Collette et Parin于1978年命名。分布于仅见于琉球冲绳岛以及台湾海域等。该物种的模式产地在Okinawa。[3]